# Liste von Sprengstoffanschlägen im Jahr 1978
Die Liste von Sprengstoffanschlägen im Jahr 1978 erfasst Anschläge mit Sprengladungen und anderen Spreng- und Brandvorrichtungen gegen Einrichtungen und Ansammlungen von Menschen, die im Jahr 1978 passierten. Zu den Formen zählen unter anderem Auto- und Rucksackbomben. Siehe auch Liste von Anschlägen auf Verkehrsflugzeuge.

## Liste
| Datum         | Ereignis                                                              | Ort                         | Staat                             | Tote    | Verletzte | Anmerkung, Quellen |
| ------------- | --------------------------------------------------------------------- | --------------------------- | --------------------------------- | ------- | --------- | ------------------ |
| 19. Jan. 1978 | Granatenangriff auf Universität                                       | Davao City                  | Philippinen                       | 2       | 36        | [ 1 ]              |
| 2. Feb. 1978  | Anschlag mit Schusswaffen, Granatwerfern und Panzerfäusten auf Dörfer | Granada                     | Nicaragua                         | 14      | 24        | [ 2 ]              |
| 7. Feb. 1978  | Sprengstoffanschlag auf Technik- und Architekturakademie              | Ankara                      | Türkei                            | 0       | 22        | [ 3 ]              |
| 14. Feb. 1978 | Sprengstoffanschlag auf Bus                                           | Jerusalem                   | Israel                            | 2       | 43        | [ 4 ]              |
| 11. März 1978 | Küstenstraßen-Anschlag                                                | nahe Tel Aviv-Jaffa         | Israel                            | 39 (+9) | 71        |                    |
| 16. März 1978 | Sprengstoffanschlag auf Universität                                   | Istanbul                    | Türkei                            | 6       | 44        | [ 5 ]              |
| 17. März 1978 | Sprengstoffanschlag auf Kernkraftwerk                                 | Bilbao                      | Spanien                           | 4       | 24        | [ 6 ] [ 7 ]        |
| 12. Apr. 1978 | Sprengstoffanschlag auf eine technische Akademie                      | Ankara                      | Türkei                            | 0       | 20        | [ 8 ]              |
| 19. Apr. 1978 | Anschlag mit Granatwerfer auf Markt                                   | Isabela City                | Philippinen                       | 2       | 52        | [ 9 ]              |
| 20. Apr. 1978 | Granatenangriff auf Theater                                           | Zamboanga City              | Philippinen                       | 2       | 46        | [ 10 ]             |
| 2. Juni 1978  | Sprengstoffanschlag                                                   | Jerusalem                   | Israel                            | 6       | 20        | [ 11 ]             |
| 3. Aug. 1978  | Sprengstoffanschlag auf Markt                                         | Tel Aviv-Jaffa              | Israel                            | 1       | 49        | [ 12 ]             |
| 12. Aug. 1978 | Sprengstoffanschlag auf Restaurant                                    | Teheran                     | Iran                              | 1       | 45        | [ 13 ]             |
| 13. Aug. 1978 | Sprengstoffanschlag auf Bürogebäude                                   | Beirut                      | Libanon                           | 175     | 80        | [ 14 ]             |
| 3. Sep. 1978  | Air-Rhodesia-Flug 825                                                 | 40 km südöstlich von Kariba | Rhodesien                         | 48      | 8         | [ 15 ]             |
| Nov. 1978     | Sprengstoffanschlag auf Markt                                         | Huambo                      | Angola                            | 0       | 24        | [ 16 ]             |
| 19. Nov. 1978 | Sprengstoffanschlag auf Bus                                           | Mitzpe Yeriho               | Palästinensische Autonomiegebiete | 4       | 37        | [ 17 ]             |
| 17. Dez. 1978 | Sprengstoffanschlag auf Bus                                           | Jerusalem                   | Israel                            | 0       | 22        | [ 18 ]             |
| 30. Dez. 1978 | Sprengstoffanschlag auf Café                                          | Swakopmund                  | Namibia                           | 0       | 60        | [ 19 ]             |